# OMX Iceland 8
Der OMX Iceland 8-Index war ein isländischer Aktienindex, der acht Unternehmen umfasste und als Leitindex des Landes diente. Der OMX Iceland 8 war ein Nachfolger des OMX Iceland 15-Index, dessen Aktualisierung 2009 von der Wertpapierbörse Nasdaq abgekündigt wurde.

## Zusammensetzung
(Stand: 30. Oktober 2018)
| Unternehmen           | Branche              | Logo |
| --------------------- | -------------------- | ---- |
| Eik Fasteignafélag    | Immobilien           |      |
| Hagar                 | Handel               |      |
| Icelandair Group      | Fluggesellschaft     |      |
| Marel                 | Lebensmittel         |      |
| N1                    | Tankstellenbetreiber |      |
| Reitir Fasteignafélag | Immobilien           |      |
| Síminn                | Telekommunikation    |      |
| Skeljungur            | Öl und Gas           |      |